# 40 př. n. l.

## Narození
- Gaius Asinius Gallus († 33) – římský řečník, politik a spisovatel
- 25. prosince Kleopatra Seléné († 6) – dcera Kleopatry VII. a Marca Antonia
- 25. prosince Alexander Hélios († mezi 29 př. n. l. a 25 př. n. l.) – syn Kleopatry VII. a Marca Antonia

## Úmrtí
- Fulvia – manželka Marca Antonia (*83 př. n. l.)
- Gaius Claudius Marcellus – římský konsul (*88 př. n. l.)

## Hlavy států
- Parthská říše – Oródés II. (58/57 – 38 př. n. l.)[1]
- Egypt – Ptolemaios XV. Kaisarion Filopatór Filométor (44 – 30 př. n. l.) + Kleopatra VII. (doba vlády 51 př. n. l. – 30 př. n. l.)[2][3]
- Čína – Juan-ti (dynastie Západní Chan)